# Mœurs-Verdey
Mœurs-Verdey [mœʁ vɛʁdɛ] est une commune française, située dans le département de la Marne en région Grand Est.

## Géographie
|          | Les Essarts-lès-Sézanne | Lachy   |
| La Noue  | Mœurs-Verdey            | Sézanne |
| Esternay | Le Meix-Saint-Epoing    | Vindey  |

### Hydrographie

#### Réseau hydrographique
La commune est dans la région hydrographique « la Seine de sa source au confluent de l'Oise (exclu) » au sein du bassin Seine-Normandie. Elle est drainée par le Grand Morin, le cours d'eau 01 de la Garenne Embourg, le cours d'eau 01 des Ruisselots, le Fossé 01 de l'Étang Verdey, le Fossé 01 du Prés de Boulage, les Ruisselots et divers bras du Grand Morin,.
Le Grand Morin, d'une longueur de 118 km, prend sa source dans la commune de Lachy et se jette  dans la Marne à Condé-Sainte-Libiaire, après avoir traversé 37 communes. 

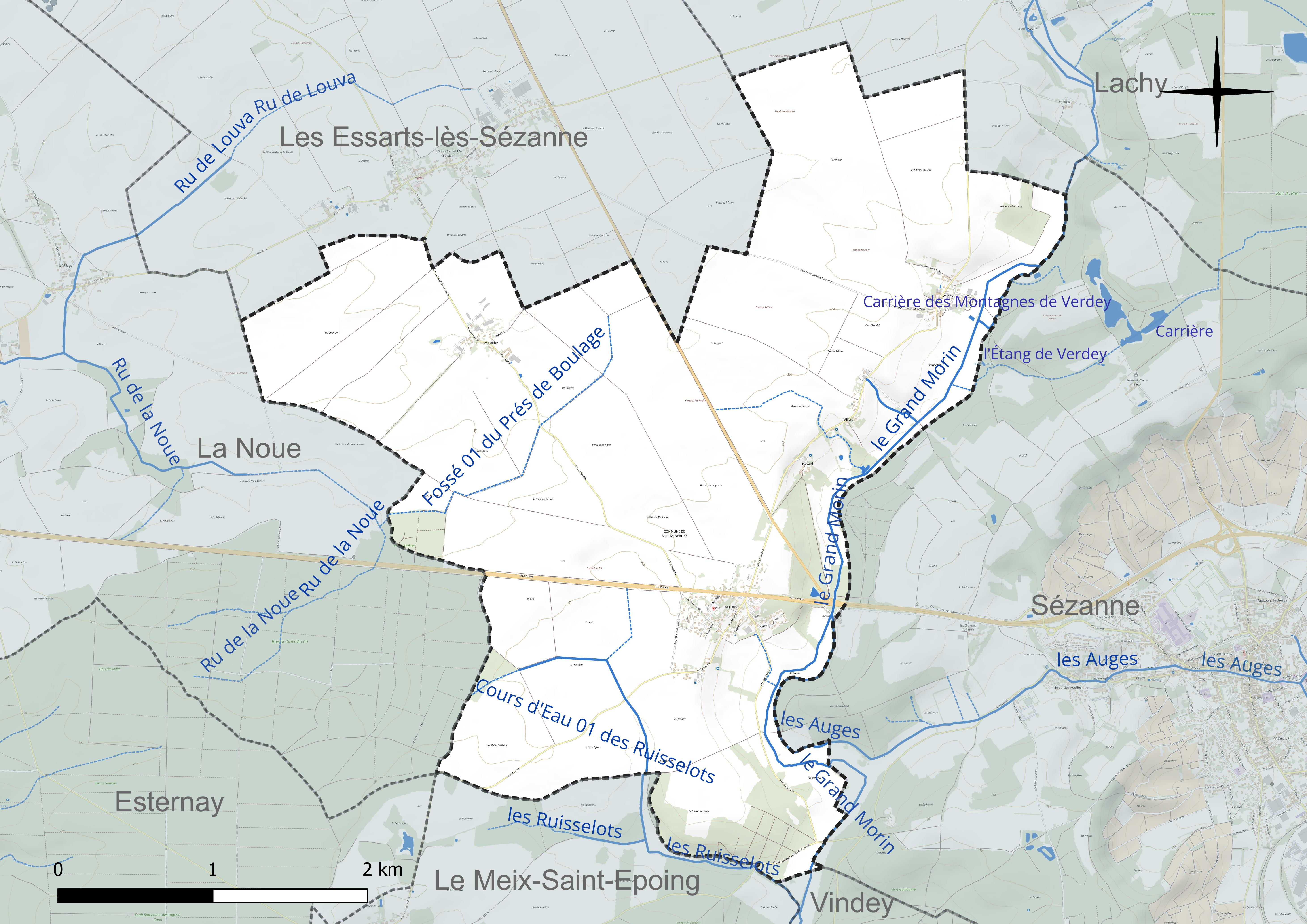
Réseau hydrographique de Mœurs-Verdey.

#### Gestion et qualité des eaux
Le territoire communal est couvert par le schéma d'aménagement et de gestion des eaux (SAGE) « Petit et Grand Morin ». Ce document de planification concerne le territoire des bassins versants du Petit Morin (630 km2) et du Grand Morin (1 185 km2) et se répartit sur trois départements (la Marne, l'Aisne et la Seine-et-Marne). Il a été approuvé le 21 octobre 2016. La structure porteuse de l'élaboration et de la mise en œuvre est le Syndicat mixte d'aménagement et de gestion des eaux (SMAGE) - EPAGE. 
La qualité des cours d’eau peut être consultée sur un site dédié géré par les agences de l’eau et l’Agence française pour la biodiversité. 

### Climat
Pour des articles plus généraux, voir Climat du Grand Est et Climat de la Marne.
En 2010, le climat de la commune est de type climat océanique dégradé des plaines du Centre et du Nord, selon une étude du Centre national de la recherche scientifique s'appuyant sur une série de données couvrant la période 1971-2000. En 2020, Météo-France publie une typologie des climats de la France métropolitaine dans laquelle la commune est exposée à un climat océanique altéré et est dans la région climatique  Nord-est du bassin Parisien, caractérisée par un ensoleillement médiocre, une pluviométrie moyenne régulièrement répartie au cours de l’année et un hiver froid (3 °C). 
Pour la période 1971-2000, la température annuelle moyenne est de 10,7 °C, avec une amplitude thermique annuelle de 16,3 °C. Le cumul annuel moyen de précipitations est de 770 mm, avec 12,1 jours de précipitations en janvier et 8,1 jours en juillet. Pour la période 1991-2020, la température moyenne annuelle observée sur la station météorologique de Météo-France la plus proche, « Esternay-Man », sur la commune d'Esternay à 9 km à vol d'oiseau, est de 10,9 °C et le cumul annuel moyen de précipitations est de 780,5 mm. 
La température maximale relevée sur cette station est de 42,5 °C, atteinte le 25 juillet 2019 ; la température minimale est de −25 °C, atteinte le 14 février 1956,,. 
Les paramètres climatiques de la commune ont été estimés pour le milieu du siècle (2041-2070) selon différents scénarios d'émission de gaz à effet de serre à partir des nouvelles projections climatiques de référence DRIAS-2020. Ils sont consultables sur un site dédié publié par Météo-France en novembre 2022.

## Urbanisme

### Typologie
Au 1er janvier 2024, Mœurs-Verdey est catégorisée commune rurale à habitat dispersé, selon la nouvelle grille communale de densité à sept niveaux définie par l'Insee en 2022.
Elle est située hors unité urbaine. Par ailleurs la commune fait partie de l'aire d'attraction de Sézanne, dont elle est une commune de la couronne,. Cette aire, qui regroupe 37 communes, est catégorisée dans les aires de moins de 50 000 habitants,.

### Occupation des sols
L'occupation des sols de la commune, telle qu'elle ressort de la base de données européenne d’occupation biophysique des sols Corine Land Cover (CLC), est marquée par l'importance des territoires agricoles (91,1 % en 2018), une proportion identique à celle de 1990 (91,1 %). La répartition détaillée en 2018 est la suivante : 
terres arables (88,8 %), forêts (6,5 %), zones urbanisées (2,4 %), prairies (1,6 %), zones agricoles hétérogènes (0,7 %). L'évolution de l’occupation des sols de la commune et de ses infrastructures peut être observée sur les différentes représentations cartographiques du territoire : la carte de Cassini (XVIIIe siècle), la carte d'état-major (1820-1866) et les cartes ou photos aériennes de l'IGN pour la période actuelle (1950 à aujourd'hui).

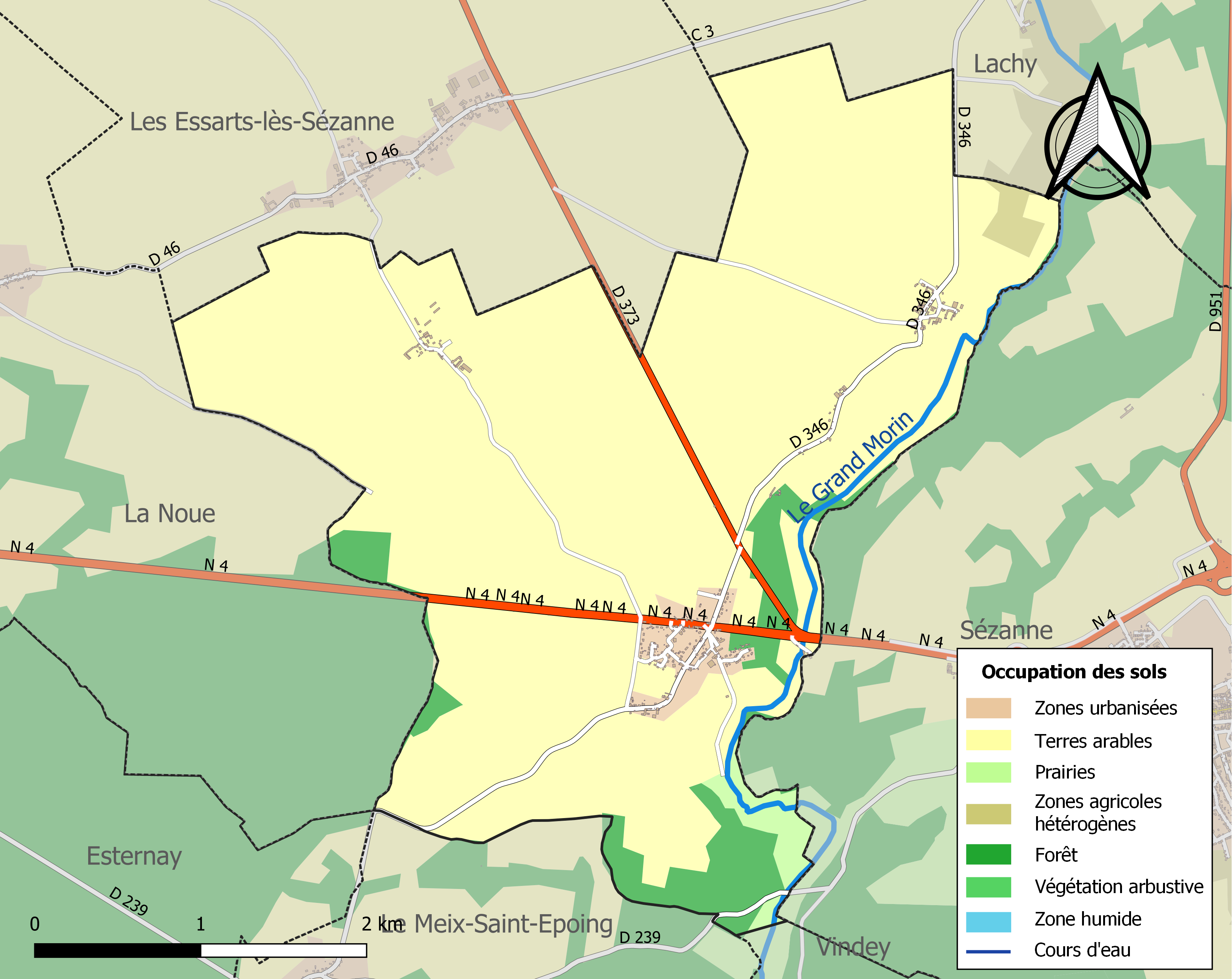
Carte des infrastructures et de l'occupation des sols de la commune en 2018 (CLC).

## Toponymie
Mœurs est attesté sous les formes Moire (1178) ; Morha (1179) ; Morian (vers 1222) ; Mora (vers 1252) ; Meura (1256-1270) ; More (vers 1274) ; Meure (vers 1300) ; Meure lez Sézanne (1501) ; Meuze lez ledict Sézanne (1552) ; « Meure-en-Brye qui est un village assis à une lieue près de Sézanne » (1600).

Le Ru de Mœurs, affluent du Grand Morin ; coule sur le territoire de Mœurs.

Mœurs et Morin dérivent de more qui signifie « marais » en celtique gaulois.
Verdey est attesté sous les formes Verdi, Verdeium (vers 1252) ; Verdeyum, Verdy (1294) ; Verdé (1349) ; Verdey (1367) ; Verdé-lez-Sézanne (1392) ; Verdet (1493).

Du vieux français verdier, un nom désignant un intendant des forêts royales, sans doute un dérivé de l'adjectif verde (vert).

## Histoire
L'histoire du village de Moeurs est racontée dans l'ouvrage "Moeurs, canton de Sézanne", écrit par l'abbé Néret en 1902. Quant à Verdey, la seigneurie est possédée dès la fin du XIIIe siècle par l'abbaye de Montier-la-Celle jusqu'à la Révolution.
La commune de Verdey dispose d'un moulin à eau sur le Grand-Morin. En 1838, il abrite les activités de surfaçage de verres optiques minéraux de Louis-Jean-Baptiste Berthiot (°1807+1857) et de son beau-père Pierre-Alexis Bourot (°1796+1851), deux provinciaux devenus opticiens à Paris. Dès l'été de cette année-là, le maire demande au préfet de la Marne de faire cesser cette activité en raison de la pollution de la rivière incommodant les chevaux. La fabrication sera déplacée en 1846 au moulin Saint-Hubert, à l'entrée Ouest de Sézanne, et y prospérera jusqu'à nos jours (BB-GR SAS). Pour autant, des opticiens demeurent au village jusqu'en 1855.

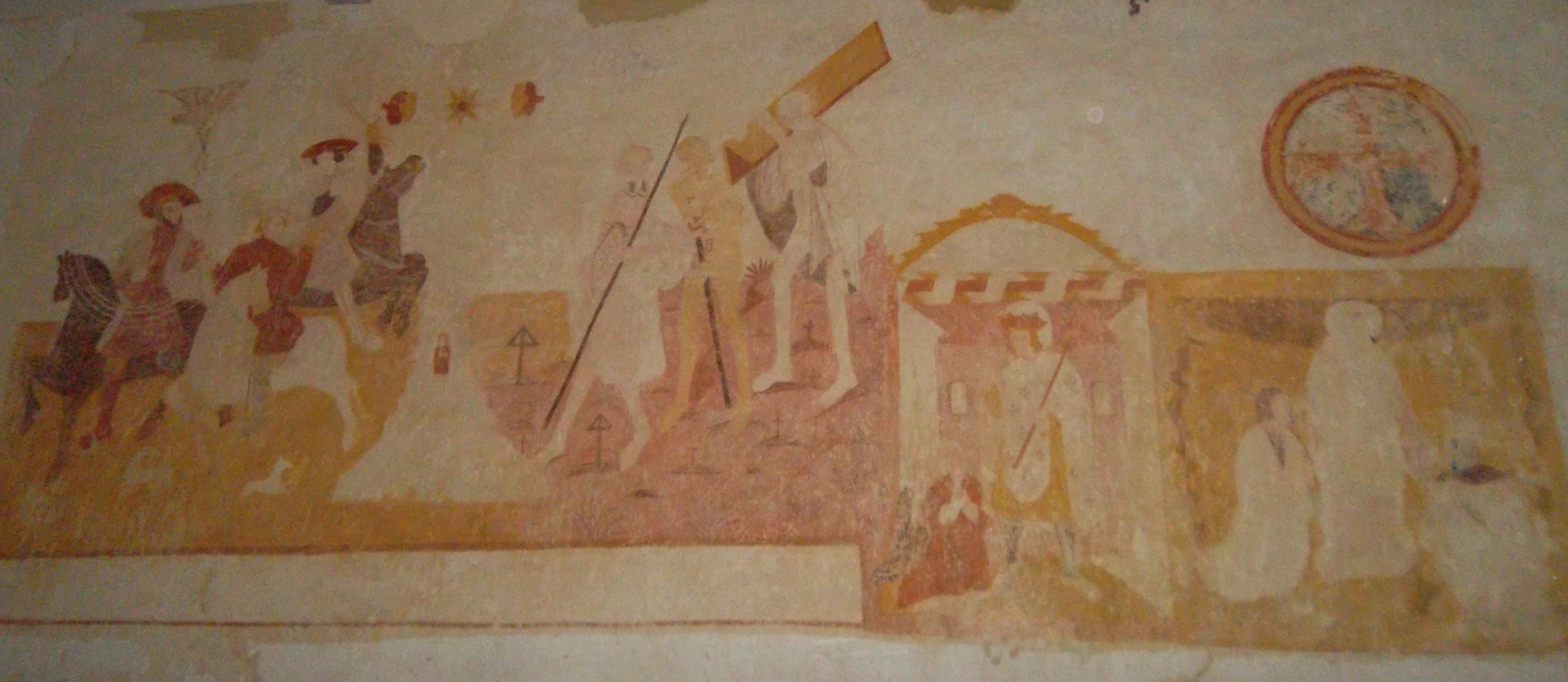
Freque de l'église Saint-Martin de Mœurs.

L'église Saint-Martin  de Mœurs romane du XIIe siècle et sa chapelle du XVIe siècle, devient un centre d'intérêt culturel après la découverte d'une fresque du XVIe siècle de 7 m par 3 m en 2012 et sa restauration. D'autres peintures murales ornent ici et là les murs de l'église(fleurs de lys, St Nicolas et les enfants dans le saloir, etc.) Elle est inscrite au titre des monuments historique le 6 juin 2014. Celle ci renferme également un autel originel en pierre et de curieuses têtes grimaçantes (mascarons) sur le bout des blochets de la charpente à l'intérieur du chœur (ayant pour  but de repousser le mal). Des esquisses d'architecture sont également gravés sur les murs de la nef.

## Politique et administration

### Intercommunalité
La commune a adhéré, le 1er janvier 2014 à la communauté de communes des Coteaux Sézannais,.

### Liste des maires
| Période                                  | Période                      | Identité                   | Étiquette | Qualité                         |
| ---------------------------------------- | ---------------------------- | -------------------------- | --------- | ------------------------------- |
| Les données manquantes sont à compléter. |                              |                            |           |                                 |
| avant 1875                               | après 1879                   | Brochot                    |           |                                 |
| avant 1988                               | ?                            | M. Michel Roger de Villers |           |                                 |
| 2001                                     | En cours (au 4 juillet 2014) | M. Claude Pouzier          |           | Réélu pour le mandat 2014-2020, |

## Démographie
L'évolution du nombre d'habitants est connue à travers les recensements de la population effectués dans la commune depuis 1793. Pour les communes de moins de 10 000 habitants, une enquête de recensement portant sur toute la population est réalisée tous les cinq ans, les populations de référence des années intermédiaires étant quant à elles estimées par interpolation ou extrapolation. Pour la commune, le premier recensement exhaustif entrant dans le cadre du nouveau dispositif a été réalisé en 2005.

En 2022, la commune comptait 318 habitants, en évolution de −0,31 % par rapport à 2016 (Marne : −1,19 %, France hors Mayotte : +2,11 %).
| 1793 | 1800 | 1806 | 1821 | 1831 | 1836 | 1841 | 1846 | 1851 |
| ---- | ---- | ---- | ---- | ---- | ---- | ---- | ---- | ---- |
| 180  | 149  | 145  | 162  | 158  | 163  | 198  | 219  | 216  |

| 1856 | 1861 | 1866 | 1872 | 1876 | 1881 | 1886 | 1891 | 1896 |
| ---- | ---- | ---- | ---- | ---- | ---- | ---- | ---- | ---- |
| 214  | 228  | 186  | 195  | 197  | 180  | 200  | 182  | 168  |

| 1901 | 1906 | 1911 | 1921 | 1926 | 1931 | 1936 | 1946 | 1954 |
| ---- | ---- | ---- | ---- | ---- | ---- | ---- | ---- | ---- |
| 155  | 152  | 161  | 165  | 149  | 132  | 147  | 135  | 128  |

| 1962 | 1968 | 1975 | 1982 | 1990 | 1999 | 2005 | 2006 | 2010 |
| ---- | ---- | ---- | ---- | ---- | ---- | ---- | ---- | ---- |
| 114  | 137  | 130  | 173  | 235  | 279  | 273  | 269  | 318  |

| 2015 | 2020 | 2022 | - | - | - | - | - | - |
| ---- | ---- | ---- | - | - | - | - | - | - |
| 321  | 312  | 318  | - | - | - | - | - | - |

## Lieux et monuments
- Le château de Placard (XIe et XVIIIe siècles) ;

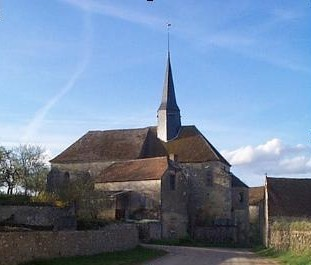
L'église de Verdey.

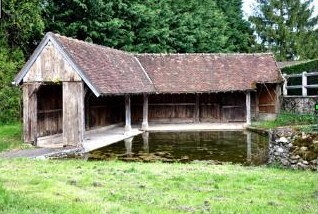
Le lavoir de Moeurs.

- L'église Saint-Quentin de Verdey ;
- L'église Saint-Martin de Mœurs. Elle est décorée d'une fresque du XVe siècle, représentant le Dit des trois morts et des trois vifs, qui n'a été découverte qu'en 2012[28], cette fresque a été classée en juillet 2014[29] après sa restauration.
- Le château de Mœurs (XIXe siècle) reconstruit sur le site d'un ancien château.

## Personnalités liées à la commune
- Claude des Portes, haut fonctionnaire français.